# Marc Fussing Rosbach
Marc Fussing Rosbach (* 13. September 1995) ist ein grönländischer Filmschaffender.

## Leben
Marc Fussing Rosbach ist der Sohn von Edvard Rosbach und Ane Lena Fussing. Er kam 2012 in die Filmbranche, als er im grönländischen Filmproduktionsunternehmen Tumit Productions von Malik Kleist und Aka Hansen tätig wurde, wo er für visuelle Effekte zuständig war. 2016 löste Malik Kleist das Unternehmen auf, woraufhin Marc Fussing Rosbach sich selbstständig machte und seine eigene Firma Furos Image gründete. Mit dieser produzierte er 2017 seinen ersten Spielfilm Akornatsinniittut – Tarratta Nunaanni („Die, die unter uns sind – Im Land unserer Schatten“), für den er als Regisseur, Drehbuchautor, Kameramann, Schauspieler und Filmkomponist mitwirkte sowie für Schnitt, Compositing und visuelle Effekte zuständig war. Der Film wurde mit 200.000 kr. von der grönländischen Regierung unterstützt. 2018 wurde er für diesen Film mit dem Nachwuchspreis des Grönländischen Kulturpreises ausgezeichnet. Zudem erhielt er eine Auszeichnung beim Nuuk International Film Festival. 2020 erschien die Fortsetzung Akornatsinniittut – Kiinappalik („Die, die unter uns sind – Der mit der Maske“). Auch für diesen Film bildete er nahezu alleine den gesamten Filmstab. Im selben Jahr produzierte er auch den Animationskurzfilm Naja, im Folgejahr den Horrorkurzfilm Imajuik und 2022 den Kurzfilm Aliortuaatiga („Mein Gespenst“). Für Imajuik wurde er vielfach ausgezeichnet: Beim IndieX Film Festival erhielt er für den Monat Februar 2022 die Auszeichnungen für den besten Science-Fiction-Kurzfilm, den besten Horrorkurzfilm, den besten männlichen Regisseur, die beste Filmmusik, die besten visuellen Effekte und den Exzellenzpreis. Auch bei den Independent Shorts Awards erhielt er für März 2022 den Goldpreis (zweithöchste Stufe) für die beste Filmmusik und den Silberpreis (dritthöchste Stufe) für die besten visuellen Effekte und den besten Horrorkurzfilm. Daneben hat er bei mehreren weiteren Filmen vor allem an visuellen Effekten und Filmmusik mitgewirkt.

## Filmografie
als Regisseur und Drehbuchautor
- 2017: Akornatsinniittut – Tarratta Nunaanni (Spielfilm)
- 2020: Akornatsinniittut – Kiinappalik (Spielfilm)
- 2020: Naja (Kurzfilm)
- 2021: Imajuik (Kurzfilm)
- 2022: Aliortuaatiga (Kurzfilm)